# تاله (شهرستان قره‌سو)
تاله (به لاتین: Talaa) یک منطقهٔ مسکونی در قرقیزستان است که در شهرستان قره‌سو (قرقیزستان) واقع شده‌است. تاله ۱٬۸۰۹ نفر جمعیت دارد.